# 匝加利亚 (米开朗基罗)
匝加利亚（撒迦利亚，Zaccaria）是米开朗基罗的一幅湿壁画，尺寸为360x390厘米，位于罗马梵蒂冈博物馆中西斯汀小堂拱顶天花板，绘制于1508年，由儒略二世订制。
这幅画位于拱顶入口正上方，也是最先完成的人像之一。撒迦利亚出现在门上方的原因，是他作为圣周杰出先知的角色（“耶路撒冷的民哪、应当欢呼．看哪、你的王来到你这里．他是公义的、并且施行拯救、谦谦和和的骑着驴、就是骑着驴的驹子。”：撒迦利亚书9:9）, 与在小堂举行的仪式有关，因此庄严地放置在教宗入场的地方。 

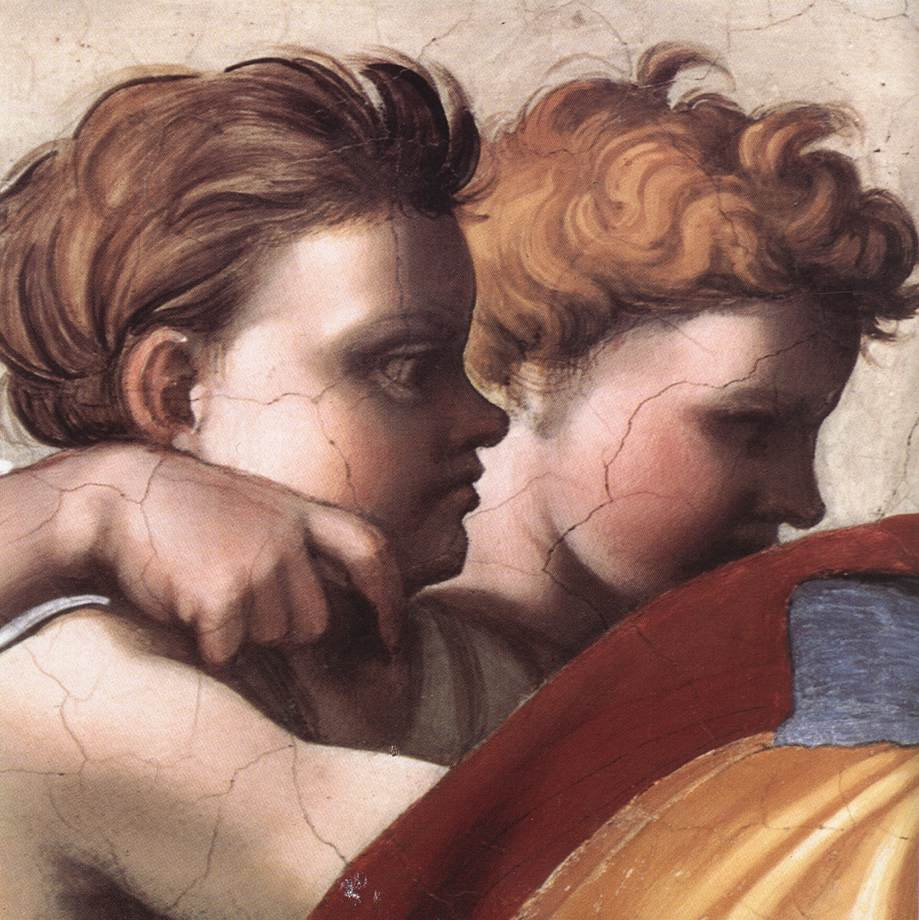

画中先知撒迦利亚正在平静而专注地翻阅一本大书，身穿赭黄色衣服，浅绿色外套。身后的两个孩子，他们望着这本书，头发柔软优雅，是在一天内完成的。